# Liste d'aéronefs (I-M)
Pour un article plus général, voir Liste des aéronefs.
- A
- B
- C
- D
- E-H
- I-M
- N-S
- T-Z

## I

### IAI
- IAI Arava
- IAI Astra
- IAI Commodore Jet
- IAI C-38 Courier
- IAI F-21 Kfir
- IAI Galaxy
- IAI Heron
- IAI Kfir
- IAI Lavi
- IAI Nesher
- IAI Pioneer
- IAI Scout
- IAI Seascan
- IAI Westwind

### IAMI
- IAMI Azarakhsh
- IAMI Dorna
- IAMI Iran-140
- IAMI Paratsu
- IAMI Project 2061
- IAMI Project 2091
- IAMI Shahed
- IAMI Shafagh
- IAMI Shavabiz
- IAMI Simorgh
- IAMI Tazarv

### IAR
- IAR-12
- IAR-14
- IAR-16
- IAR 37
- IAR 39
- IAR 46
- IAR 79
- IAR-80
- IAR 81
- IAR 93
- IAR 95
- IAR 99
- IAR 109
- IAR 316
- IAR 317
- IAR 330
- IAR 330L - Socat
- IAR 822
- IAR 823
- IAR 825
- IAR 831

### Iberavia
- Iberavia I-11

### Ibis Aerospace
- Ae 270 Ibis

### ICP
- Savannah

### Ikarus
Avant 1945
- Ikarus Aero 2
- Ikarus IK 2

Après 1945
- Aero-2/B/C/D
- Ikarus Aero-2H
- Ikarus 211
- Ikarus 231
- Ikarus 920 (desant glider)
- Ikarus Meteor (glider)
- Ikarus Košava (glider)
- Ikarus 213
- Ikarus 522
- Ikarus 214
- Ikarus Prvi maj
- Ikarus 215
- Ikarus Trojka
- Ikarus S-49A
- Ikarus 232 - Pionir
- Ikarus S-49C
- Ikarus Kurir
- Ikarus Kurir-H
- Ikarus 451
- Ikarus 451M
- Ikarus 452M
- Ikarus S-451M Zolja
- Ikarus J-451MM Stršljen I
- Ikarus S-451MM Matica
- Ikarus T-451MM Stršljen II
- Ikarus 452 - 2
- Ikarus 452 - 3

### Iliouchine
- Iliouchine DB-3
- Iliouchine DB-4
- Iliouchine I-21
- Iliouchine Il-1
- Iliouchine Il-2 Bark
- Iliouchine Il-4 (DB-3F) Bob
- Iliouchine Il-6
- Iliouchine Il-8
- Iliouchine Il-10
- Iliouchine Il-12 Coach
- Iliouchine Il-14 Crate
- Iliouchine Il-16
- Iliouchine Il-16 (projet d'appareil commercial à réaction de 1952)
- Iliouchine Il-18 Clam
- Iliouchine Il-18 Coot
- Iliouchine Il-20 (1948) (Avion d'attaque au sol lourd de 1948)
- Iliouchine Il-20 (Avion de guerre électronique de 1978, variante de l'Il-18) Coot-A
- Iliouchine Il-22 (Premier bombardier à réaction soviétique) Type 10
- Iliouchine Il-22 Coot-B
- Iliouchine Il-24
- Iliouchine Il-24 Coot-C
- Iliouchine Il-26
- Iliouchine Il-28 Beagle a.k.a. Type 27
- Iliouchine Il-30
- Iliouchine Il-32
- Iliouchine Il-34
- Iliouchine Il-36
- Iliouchine Il-38
- Iliouchine Il-38 May (Version de lutte anti-sousmarine del'Il-18 Coot)
- Iliouchine Il-40 (1er prototype) Brawny
- Iliouchine Il-42
- Iliouchine Il-46
- Iliouchine Il-54 Blowlamp
- Iliouchine Il-56
- Iliouchine Il-60
- Iliouchine Il-62 Classic
- Iliouchine Il-64
- Iliouchine Il-66
- Iliouchine Il-66
- Iliouchine Il-70
- Iliouchine Il-70
- Iliouchine Il-60
- Iliouchine Il-72
- Iliouchine Il-72
- Iliouchine Il-74
- Iliouchine Il-76 Candid
- Iliouchine Il-78 Midas
- Iliouchine Il-80 Maxdome
- Iliouchine Il-82
- Iliouchine Il-86 Camber
- Iliouchine Il-88
- Iliouchine Il-90
- Iliouchine Il-96
- Iliouchine Il-100
- Iliouchine Il-102 RAM-N (Ramenskoye - N)
- Iliouchine Il-103
- Iliouchine Il-106
- Iliouchine Il-108 (projet abandonné)
- Iliouchine Il-112
- Iliouchine Il-114
- Iliouchine Il-126
- Iliouchine M Sh

### IndUS
- Thorp T-211

### Insitu
- Insitu Aerosonde

### INTA
- INTA.H.M.1
- INTA.H.M.2
- INTA.H.M.3
- INTA.H.M.5
- INTA.H.M.7
- INTA.H.M.9

### Intermountain(IMCO)
- Intermountain CallAir A-9
- Intermountain CallAir B-1

### Interstate Aircraft
- Interstate L-6 Grasshopper
- Interstate L-8 Cadet
- Interstate O-63 Cadet
- Interstate S-1 Cadet

### Interceptor Corporation
- Interceptor 400

### IPT
- IPT-0
- IPT-1 Gafanhoto
- IPT-2 Aratinga
- IPT-3 Saracura
- IPT-4 Planalto
- IPT-5 Jaraguá
- IPT-6 Stratus
- IPT-7 Junior
- IPT-12 Caboré
- IPT-13
- IPT-14
- IPT-16 Surubim
- IPT-17

### IPTN
- IPTN N-250

### Issoire Aviation
- APM 20 Lionceau
- APM 30 Lion

## J

### Jabiru Aircraft
- Jabiru Aircraft Jabiru

### Jodel
- Jodel D9
- Jodel D11
- Jodel D-18
- Jodel D-19
- Jodel D-185 (ULM)
- Jodel D-120
- Jodel D-140 Mousquetaire
- Jodel D-150 Mascaret
- Jodel DR-1050 Ambassadeur

### Jordan Aerospace Industries
- SAMA CH2000

### Junkers
- Junkers A 50
- Junkers C-79
- Junkers CL.I
- Junkers D.I
- Junkers EF 61
- Junkers F.13
- Junkers G 38
- Junkers J.I
- Junkers K-51
- Junkers Ju 52 Tante Ju (désignation familière inofficielle)
- Junkers Ju 53
- Junkers Ju 86
- Junkers Ju 87 Stuka
- Junkers Ju 88
- Junkers Ju 89
- Junkers Ju 90
- Junkers Ju 188 Rächer
- Junkers Ju 248
- Junkers Ju 252
- Junkers Ju 287
- Junkers Ju 288
- Junkers Ju 290
- Junkers Ju 352 Herkules
- Junkers Ju 388 Störtebeker
- Junkers Ju 390
- Junkers Ju 488
- Junkers EF132
- Junkers W 34

## K

### Kaiser-Fleetwings
- Kaiser-Fleetwings A-39
- Kaiser-Fleetwings BTK

### Kaman
- Kaman H-43 Huskie
- Kaman HOK
- Kaman HUK
- Kaman HU2K Seasprite
- Kaman K-1200 K-Max
- Kaman SH-2 Seasprite

### Kamov
- Kamov Ka-15
- Kamov Ka-18
- Kamov Ka-20
- Kamov Ka-22 Vintokryl
- Kamov Ka-25
- Kamov Ka-26
- Kamov Ka-28
- Kamov Ka-29
- Kamov Ka-32
- Kamov Ka-50
- Kamov Ka-52
- Kamov Ka-60 Kasatka
- Kamov Ka-62
- Kamov Ka-136
- Kamov Ka-226

### Karo Aviacijos Tiekimo Skyrius
- ANBO I
- ANBO II
- ANBO III
- ANBO IV
- ANBO 41
- ANBO V
- ANBO 51
- ANBO VI
- ANBO VII
- ANBO VIII

### Kawanishi
- Kawanishi E7K
- Kawanishi E13K
- Kawanishi E15K Shiun
- Kawanishi H6K
- Kawanishi H8K
- Kawanishi N1K1 Kyofu
- Kawanishi N1K1-J Shiden

### Kawasaki
- Kawasaki C-1
- Kawasaki KDA-5
- Kawasaki KH-4
- Kawasaki Ki-10
- Kawasaki Ki-32
- Kawasaki Ki-45 Toryu
- Kawasaki Ki-48
- Kawasaki Ki-56
- Kawasaki Ki-60
- Kawasaki Ki-61 Hien
- Kawasaki Ki-64
- Kawasaki Ki-66
- Kawasaki Ki-78
- Kawasaki Ki-96
- Kawasaki Ki-100
- Kawasaki Ki-102
- Kawasaki Ki-108
- Kawasaki OH-1
- Kawasaki T-4

### Kayaba
- Kayaba Heliplane
- Kayaba Ka-1

### Keane Aeroplanes
- Keane Ace
- Keane HKL-27

### Kestrel
- Kestrel K250

### Keystone Aircraft Corporation
Voir aussi : Huff-Daland
- Keystone B-3
- Keystone B-4
- Keystone LB-5
- Keystone LB-6
- Keystone Puffer

### Khioni
- Khioni-4
- Khioni-5

### Kirby
- Kirby Cadet

### Klemm
- Klemm L 20
- Klemm L 21
- Klemm L 22
- Klemm L 25
- Klemm L 26
- Klemm L 27
- Klemm L 28
- Klemm L 30
- Klemm Kl 22
- Klemm Kl 25
- Klemm Kl 31
- Klemm Kl 32
- Klemm Kl 33
- Klemm Kl 35
- Klemm Kl 36
- Klemm Kl 104
- Klemm Kl 105
- Klemm Kl 106
- Klemm Kl 107
- Klemm Kl 151
- Klemm Kl 152

### Kokusai
- Kokusai Ki-59
- Kokusai Ki-76

### Kondor
- Kondor D.VI
- Kondor E.III

### Koolhoven
- Koolhoven F.K.43
- Koolhoven F.K.58

### Korea Aerospace Industries
- KAI T-50 Golden Eagle

### Kreider-Reisner(en)
- Kreider-Reisner XC-31

### Kronfeld Ltd
- Kronfeld Drone

### Kyushu Hikoki
- Kyushu J7W1 Shinden
- Kyushu K11W Shiragiku
- Kyushu Q1W Tokai

## L

### Laird
- Laird B
- Laird Baby Biplane
- Laird Commercial
- Laird Derby Racer
- Laird LC
- Laird Limousine
- Laird Monoplane
- Laird S
- Laird Standardwing
- Laird Swallow
- Laird Twin
- Laird Whippoorwill
- Laird-Turner Special

### Lake
- Lake Buccaneer
- Lake LA4
- Lake Renegade

### Lancair
- Lancair Columbia
- Lancair IV
- Lancair Legacy
- Lancair Propjet
- Lancair Sentry

### Latécoère
- Latécoère 14
- Latécoère 26
- Latécoère 28
- Latécoère 29
- Latécoère 298
- Latécoère 300
- Latécoère 302
- Latécoère 500
- Latécoère 521
- Latécoère 522
- Latécoère 523
- Latécoère 611
- Latécoère 631

### Latham
- Latham E-5
- Latham HB.5
- Latham Trimotor

### Laverda
- Laverda Super Falco

### Lavotchkine
- LaGG-1
- Lavotchkine LaGG-3
- Lavotchkine La-5
- Lavotchkine La-7
- Lavotchkine La-9
- Lavotchkine La-11
- Lavotchkine La-15

### Lear IncetLear Jet
- Learstar
- Learjet 23
- Learjet 24
- Learjet 25
- Learjet 28
- Learjet 29
- Learjet 31
- Learjet 35
- Learjet 36
- Learjet 40
- Learjet 45
- Learjet 55
- Learjet 60

### Lebedev
- Lebed XI
- Lebed XII

### LET
- LET C-11
- LET L 13 Blanik
- LET L-40 MetaSokol
- LET L-200 Morava
- LET L-410 Turbolet
- LET L-420
- LET L-610

### Letord
- Letord 1
- Letord Let.1
- Letord Let.2
- Letord Let.3
- Letord Let-4
- Letord Let.5
- Letord Let.6
- Letord Let.7
- Letord 9
- Letord et Niepce
- Letord-Béchereau 2

### Letov
- Letov Sm-1
- Letov Sm-2
- Letov S-3
- Letov S-4
- Letov S-5
- Letov S-6
- Letov S-7
- Letov S-8
- Letov S-10
- Letov S-12
- Letov S-13
- Letov S-14
- Letov S-16, Letov S-616
- Letov S-18, Letov S-218
- Letov S-19
- Letov S-20
- Letov S-21
- Letov S-22
- Letov S-25
- Letov S-28, Letov S-128, Letov S-228, Letov S-328, Letov S-528
- Letov S-31, Letov S-131, Letov S-231, Letov S-331, Letov S-431
- Letov S-32
- Letov S-33
- Letov S-39, Letov S-139, Letov S-239
- Letov S-50

### Levasseur
- Levasseur PL 4
- Levasseur PL 8
- Levasseur PL 14
- Levasseur PL 15
- Levasseur-Abrial A-1

### Lévy
- Georges Lévy type R
- Georges Lévy GL-300
- Lévy-Besson
- Lévy Biche 4 HO2
- Lévy-Le Pen HB2

### Liberty Aerospace
- Liberty XL2

### Lilienthal
- Derwitzer Glider

### Ling-Temco-Vought
- Ling-Temco-Vought A-7 Corsair II
- Ling-Temco-Vought C-142

### Lioré et Olivier
- LeO 20 à LeO 206
- Lioré et Olivier LeO 451
- LeO H-246
- LeO H-257
- LeO H-43
- LeO H-451
- LeO H-470
- LeO SE 200

### Lippisch
Voir aussi Alexander Schleicher
- Lippisch Storch
- Lippisch Delta I
- Lippisch Delta III Wespe
- Lippisch Delta IV
- Lippisch DM-1

### LISA Airplanes
- LISA Airplanes Akoya
- LISA Airplanes Hy-Bird

### Lockheed Martin
- Lockheed 212
- Lockheed A-9
- Lockheed A-28 Hudson
- Lockheed A-29 Hudson
- AC-130 Spectre/Spooky
- Lockheed AH-56 Cheyenne
- Lockheed Air Trooper
- Lockheed Ventura
- Lockheed B-34 Lexington
- Lockheed B-37 Lexington
- Lockheed B-69 Neptune
- Lockheed Big Dipper
- Lockheed C-5 Galaxy
- Lockheed C-12 Vega
- Lockheed C-17 Super Vega
- Lockheed C-23 Altair
- Lockheed C-25 Altair
- Lockheed C-36 Electra
- Lockheed C-37 Electra
- Lockheed C-40
- Lockheed C-56 Lodestar
- Lockheed C-60 Lodestar
- Lockheed C-63 Hudson
- Lockheed C-69 Constellation
- Lockheed C-85 Orion
- Lockheed C-101 Vega
- Lockheed C-104
- Lockheed C-111 Super Electra
- Lockheed C-139
- Lockheed C-121 Constellation
- Lockheed C-130 Hercules
  - Lockheed HC-130
  - Lockheed KC-130
  - Lockheed MC-130
- Lockheed C-140 Jetstar
- Lockheed C-141 Starlifter
- Lockheed CF-104 Starfighter
- Lockheed Constellation
- Lockheed CP-122 Neptune
- Lockheed CP-140 Aurora
- Lockheed CT-133 Silver Star
- Lockheed D-21 Tagboard
- Lockheed EC-121 Warning Star
- Lockheed EC-130 Compass Call
- Lockheed Electra
- Lockheed EP-3 Aries II
- Lockheed ES-3 Shadow
- Lockheed F-94 Starfire
- Lockheed F-97 Starfire
- Lockheed F-104 Starfighter
- Lockheed FO Lightning
- Lockheed FV
- Lockheed Have Blue
- Lockheed Hudson
- Lockheed JetStar
- Lockheed JO-1, JO-2 et XJO-3
- Lockheed L-10 Electra
- Lockheed L-12 Electra Junior
- Lockheed L-14 Super Electra
- Lockheed L-75 Saturn
- Lockheed L-100 Hercules
- Lockheed L-188 Electra
- Lockheed L-402 et LASA-60
- Lockheed L-1011 TriStar
- Lockheed L-2000
- Lockheed Little Dipper
- Lockheed Lodestar
- Lockheed Model 212
- Lockheed P-2 Neptune
- Lockheed P-3 Orion
- Lockheed P-7
- Lockheed P-38 Lightning
- Lockheed P-80 Shooting Star
- Lockheed PV-1 Ventura
- Lockheed PV-2 Harpoon
- Lockheed P2V Neptune
- Lockheed R3O-1
- Lockheed R3O-2
- Lockheed R6V Constitution
- Lockheed RC-121 Warning Star
- Lockheed S-3 Viking
- Lockheed Sirius
- Lockheed SR-71 Blackbird
- Lockheed T-33
- Lockheed T2V Sea Star
- Lockheed U-2
- Lockheed Vega
- Lockheed Ventura
- Lockheed WP-3D Hurricane Hunter
- Lockheed X-27
- Lockheed XB-30
- Lockheed XC-35 Electra
- Lockheed XF-90
- Lockheed XP-49
- Lockheed XP-58 Chain Lightning
- Lockheed YF-12
- Lockheed YP-24
- Lockheed Martin Aerial Common Sensor
- Lockheed Martin F-22 Raptor
- Lockheed Martin F-35 Lightning II
- Lockheed Martin F-117 Nighthawk
- Lockheed Martin RQ-3 Dark Star
- Lockheed Martin RQ-4 Global Hawk
- Lockheed Martin VentureStar
- Lockheed Martin X-33
- Lockheed Martin X-35
- Lockheed Martin X-44 MANTA

### Loening
- Loening FL

### Loire
- Loire 10
- Loire 11
- Loire 43
- Loire 45
- Loire 46
- Loire 50, Loire 501
- Loire 60
- Loire 70
- Loire 102
- Loire 130
- Loire 210
- Loire 250
- Loire 300
- Loire 301
- Loire 501
- Loire-Nieuport LN 10
- Loire-Nieuport LN 140
- Loire-Nieuport LN 160 et LN 161
- Loire-Nieuport LN 401

### Lombarda
- Lombarda F.4 Rondone

### Loring
- Loring E-II
- Loring X

### Lualdi-Tassotti
- Lualdi-Tassotti ES 53

### Lublin(Plage i Laśkiewicz)
- Lublin R-VIII
- Lublin R-XIII (R-XIV)

### Luscombe
- Luscombe C-90
- Luscombe Model 8 Silvaire
- Luscombe Spartan

### LVG
- LVG B.I
- LVG B.II
- LVG B.III
- LVG C.II
- LVG C.V

### LWD
- LWD Junak

### LWF
- LWF NBS-1

### LWS
- LWS-2
- LWS-3 Mewa
- LWS-6 Zubr

## M

### Macair Industries
- Merlin Sport

### Aermacchi
- Macchi MC.72
- Macchi MC.200
- Macchi MC.202
- Macchi MC.205
- Macchi MB-226
- Macchi MB-308
- Macchi MB-323
- Macchi MB-326

### Maillet
- Maillet 201

### Marine Corps Warfighting Laboratory
- Dragon Eye

### Martin
- Model 66
- Model 67
- Model 70
- Model 156
- Model 167
- Model 2-0-2
- Model 3-0-3
- Model 4-0-4
- A-15
- Maryland
- A-23 Baltimore
- A-30 Baltimore
- A-45
- AM Mauler
- B-10
- B-12
- XB-13
- XB-14
- XB-16
- B-26 Marauder
- XB-27
- XB-33 Super Marauder
- XB-48
- XB-51
- B-57 Canberra
- XB-68
- Baltimore
- BM
- C-3
- GMB
- GMC
- GMP
- GMT
- JRM Mars
- M-130
- Maryland
- MB
- MB-1
- MB-2
- MBT
- MO
- MT
- NBS-1
- P4M Mercator
- P5M Marlin
- P6M SeaMaster
- PBM Mariner
- RM
- T-1
- XA-22
- X-23
- X-24

### Martinsyde
- Martinsyde A1
- Martinsyde F.4 Buzzard
- Martinsyde F.6
- Martinsyde G.100 Elephant
- Martinsyde G.102
- Martinsyde S.1

### Matra
- Matra-Cantinieau MC.101

### Maule
- Maule M-4
- Maule M-5
- Maule M-6
- Maule M-7

### Maurice Farman
- Maurice Farman Shorthorn

### Max-Holste
- Max-Holste MH-1521 Broussard
- Max-Holste MH.250 Super Broussard
- Max-Holste MH.260 Super Broussard

### MBB
- MBB Bö 102
- MBB Bö 103
- MBB Bo 105
- MBB Bö 106
- MBB Bö 115
- MBB Fan Ranger
- MBB-Kawasaki BK 117
- MBB-Kawasaki CH-143

### McDonnell
- McDonnell F-2 Banshee
- McDonnell F-3 Demon
- McDonnell F-101 Voodoo
- McDonnell F-110 Spectre
- McDonnell FH-1 Phantom
- McDonnell F2H Banshee
- McDonnell F3H Demon
- McDonnell XF-85 Goblin
- McDonnell XF-88 Voodoo
- McDonnell XP-67 Bat
- McDonnell Douglas A-4 Skyhawk
- McDonnell Douglas AH-64 Apache
- McDonnell Douglas AV-8B Harrier II
- McDonnell Douglas C-9 Skytrain II
- McDonnell Douglas KC-10 Extender
- McDonnell Douglas DC-9
- McDonnell Douglas DC-10
- McDonnell Douglas F-15 Eagle
- McDonnell Douglas F/A-18 Hornet
- McDonnell Douglas F-4 Phantom II
- McDonnell Douglas F2H Banshee
- McDonnell Douglas KC-10 Extender
- McDonnell Douglas MD-11
- McDonnell Douglas MD-12
- McDonnell Douglas MD-81
- McDonnell Douglas MD-82
- McDonnell Douglas MD-83
- McDonnell Douglas MD-87
- McDonnell Douglas MD-88
- McDonnell Douglas MD-90
- McDonnell Douglas X-36
- McDonnell Douglas YC-15
- McDonnell Douglas/General Dynamics A-12 Avenger II

### MD Helicopters
- MD Helicopters MD-900 Explorer
- MD Helicopters MD-902 Enhanced Explorer
- MD Helicopters MD-900 Combat Explorer
- MD Helicopters MH-90 Enforcer

### M&D Flugzeugbau(en)
- M&D Flugzeugbau Samburo

### Merckle
- Merckle SM 67

### Mercury Aircraft Corp
- Mercury Aerobat

### Merlin Aircraft
- Merlin EZ
- Merlin GT

### Messerschmitt
- Messerschmitt M-23
- Messerschmitt Bf 108 Taifun
- Messerschmitt Bf 109
- Messerschmitt Bf 110
- Messerschmitt Bf 162
- Messerschmitt Bf 163
- Messerschmitt Me 163 Komet
- Messerschmitt Me 209
- Messerschmitt Me 210
- Messerschmitt Me 261
- Messerschmitt Me 262 Schwalbe
- Messerschmitt Me 263
- Messerschmitt Me 264 Amerika
- Messerschmitt Me 290
- Messerschmitt Me 309
- Messerschmitt Me 321 Gigant
- Messerschmitt Me 323 Gigant
- Messerschmitt Me 410 Hornisse
- Messerschmitt Me 609
- Messerschmitt C-44
- Messerschmitt Me P.1101 next generation fighter

### Meteor S.p.A.
- Meteor FL.53
- Meteor FL.54
- Meteor FL.55

### Meyers Aircraft Company
- Meyers OTW
- Meyers MAC-125
- Meyers MAC-145
- Meyers 200

### Miassichtchev
- Miassichtchev M-4
- Miassichtchev M-50
- Miassichtchev M-55 Geofizika

### Mikoyan-Gourevitch
- Mikoyan-Gourevitch I-250 (N)
- Mikoyan-Gourevitch I-270
- Mikoyan-Gourevitch MiG-1
- Mikoyan-Gourevitch MiG-3
- Mikoyan-Gourevitch MiG-5
- Mikoyan-Gourevitch MiG-7
- Mikoyan-Gourevitch MiG-8
- Mikoyan-Gourevitch MiG-9
- Mikoyan-Gourevitch MiG-11
- Mikoyan-Gourevitch MiG-13
- Mikoyan-Gourevitch MiG-15 Fagot
- Mikoyan-Gourevitch MiG-17 Fresco
- Mikoyan-Gourevitch MiG-19 Farmer
- Mikoyan-Gourevitch MiG-21 Fishbed
- Mikoyan-Gourevitch MiG-23 Flogger
- Mikoyan-Gourevitch MiG-25 Foxbat
- Mikoyan-Gourevitch MiG-27 Flogger
- Mikoyan-Gourevitch MiG-29 Fulcrum
- Mikoyan-Gourevitch MiG-31 Foxhound
- Mikoyan-Gourevitch MiG-35
- Mikoyan-Gourevitch MiG-AT

### Mil
- Mil Mi-1
- Mil Mi-2
- Mil Mi-4
- Mil Mi-6
- Mil Mi-8
- Mil Mi-9
- Mil Mi-10
- Mil Mi-12
- Mil Mi-14
- Mil Mi-17
- Mil Mi-18
- Mil Mi-24
- Mil Mi-26
- Mil Mi-28
- Mil Mi-34
- Mil Mi-38

### Miles
- Miles Aerovan
- Miles Falcon Six
- Miles Gemini
- Miles M.18 trainer
- Miles M.20
- Miles M.52
- Miles Magister
- Miles Mariner
- Miles Martinet
- Miles Master
- Miles Mentor
- Miles Messenger
- Miles Monitor
- Miles Nighthawk
- Miles Queen Martinet
- Miles Whitney Straight

### Millicer
- Millicer M10 AirTourer

### Massachusetts Institute of Technology
- MIT Daedalus

### Mission Technologies
- Mi-Tex Hellfox

### Mitchell Aircraft Corporation
- Mitchell U-2 Superwing

### Mitsubishi
- Mitsubishi-Hanriot 28
- Mitsubishi 1MF1
- Mitsubishi 1MF1A
- Mitsubishi 1MF2
- Mitsubishi 1MF3
- Mitsubishi 1MF4
- Mitsubishi 1MF5A
- Mitsubishi 1MF9
- Mitsubishi 1MF10
- Mitsubishi 1MT (en)
- Mitsubishi 2MB1
- Mitsubishi 2MB2
- Mitsubishi 2MR
- Mitsubishi 2MR7
- Mitsubishi 2MR8
- Mitsubishi 2MRT
- Mitsubishi 2MR5
- Mitsubishi 2MS1
- Mitsubishi 2MT
- Mitsubishi 3MR
- Mitsubishi 3MT5
- Mitsubishi 3MT10
- Mitsubishi 4MS1
- Mitsubishi A5M
- Mitsubishi A6M Zero
- Mitsubishi A7M Reppu
- Mitsubishi ATD-X
- Mitsubishi B1M
- Mitsubishi B2M
- Mitsubishi B4M (en)
- Mitsubishi B5M
- Mitsubishi C1M
- Mitsubishi C5M
- Mitsubishi D3M
- Mitsubishi F-1
- Mitsubishi F-2
- Mitsubishi F3B1
- Mitsubishi F1M
- Mitsubishi G1M (en)
- Mitsubishi G3M
- Mitsubishi G4M
- Mitsubishi G6M
- Mitsubishi G7M (en) Taizan
- Mitsubishi H-60
- Mitsubishi Hibari
- Mitsubishi Hato
- Mitsubishi Hinazuru
- Mitsubishi Igo-1-A
- Mitsubishi J2M Raiden
- Mitsubishi J4M (en) Senden
- Mitsubishi J8M Shusui
- Mitsubishi K3M
- Mitsubishi K6M
- Mitsubishi K7M (en)
- Mitsubishi Ka-8
- Mitsubishi Ka-9
- Mitsubishi Ka-12
- Mitsubishi Ka-14
- Mitsubishi Ki-1
- Mitsubishi Ki-2
- Mitsubishi Ki-7
- Mitsubishi Ki-14
- Mitsubishi Ki-15
- Mitsubishi Ki-18
- Mitsubishi Ki-20
- Mitsubishi Ki-21
- Mitsubishi Ki-30
- Mitsubishi Ki-33
- Mitsubishi Ki-39
- Mitsubishi Ki-40
- Mitsubishi Ki-46
- Mitsubishi Ki-51
- Mitsubishi Ki-57
- Mitsubishi Ki-67 Hiryu
- Mitsubishi Ki-69
- Mitsubishi Ki-71
- Mitsubishi Ki-73
- Mitsubishi Ki-83
- Mitsubishi Ki-95
- Mitsubishi Ki-97
- Mitsubishi Ki-103
- Mitsubishi Ki-109
- Mitsubishi Ki-112
- Mitsubishi Ki-200 Shusui
- Mitsubishi Ki-202 Shusui-kai
- Mitsubishi L4M
- Mitsubishi MC-1
- Mitsubishi MC-20
- Mitsubishi MH 2000
- Mitsubishi MS-1
- Mitsubishi MU-2
- Mitsubishi MU-300 Diamond
- Mitsubishi Ohtori
- Mitsubishi R-1.2
- Mitsubishi R-2.2
- Mitsubishi R-4
- Mitsubishi Regional Jet
- Mitsubishi RP-1
- Mitsubishi Q2M (en) Taiyō
- Mitsubishi SX-3
- Mitsubishi T-1.2
- Mitsubishi T-2
- Mitsubishi Tombo
- Mitsubishi Tora
- Mitsubishi X-2 Shinshin

### Monocoupe
- Monocoupe 90A

### Mooney
- Mooney M10
- Mooney M18
- Mooney M20
- Mooney M22

### Morane-Saulnier
- Morane BB
- Morane G
- Morane-Saulnier Type H
- Morane I
- Morane-Saulnier Type L
- Morane LA
- Morane-Saulnier Type N
- Morane P
- Morane V
- Morane-Saulnier MS.60 Moth
- Morane-Saulnier MS.138 (MS.137 à MS.139)
- Morane-Saulnier MS.225
- Morane-Saulnier MS.229
- Morane-Saulnier MS.230 (MS.229 à MS.237)
- Morane-Saulnier MS.315
- Morane-Saulnier MS.330
- Morane Saulnier MS.405
- Morane-Saulnier MS.406
- Morane-Saulnier MS.430
- Morane-Saulnier MS.435
- Morane-Saulnier MS.450
- Morane-Saulnier MS.470
- Morane-Saulnier MS.500
- Morane-Saulnier MS.530
- Morane-Saulnier MS.730
- Morane-Saulnier MS.733 Alcyon
- Morane-Saulnier MS.735 Alcyon
- Morane-Saulnier MS.752
- Morane-Saulnier MS.755 Fleuret
- Morane-Saulnier MS.760 Paris
- Morane-Saulnier Rallye (MS.880 à MS.893)
- Morane-Saulnier MS.1001 Stratodyne
- Morane-Saulnier MS.1500 Épervier

### MSW Aviation
- MSW One Design
- MSW Votec 322
- MSW Votec 351

### Mureaux
- Voir A.N.F. Les Mureaux

### Murphy Aircraft Mfg. Ltd.
- Murphy Elite
- Murphy Maverick
- Murphy Moose
- Murphy Rebel
- Murphy Renegade

- A
- B
- C
- D
- E-H
- I-M
- N-S
- T-Z